# Willis Tower
Willis Tower, med ljudmi znan tudi po prejšnjem imenu Sears Tower, je nebotičnik v Chicagu, Združene države Amerike. S 527 metri končne višine je druga najvišja stavba v ZDA (za One World Trade Centrom), ob izgradnji pa je bil najvišja na svetu. V Willis Tower je bil preimenovan 16. julija 2009.